# Malcus arcuatus
Malcus arcuatus är en insektsart som beskrevs av Zheng, Zou och Pei Ken Hsiao 1979. Malcus arcuatus ingår i släktet Malcus och familjen Malcidae. Inga underarter finns listade i Catalogue of Life.